# Dekanat czeczerski
Dekanat czeczerski – jeden z dziesięciu dekanatów wchodzących w skład eparchii homelskiej i żłobińskiej Egzarchatu Białoruskiego Patriarchatu Moskiewskiego.

## Parafie w dekanacie
- Parafia Opieki Matki Bożej w Botwinowie
  - Cerkiew Opieki Matki Bożej w Botwinowie
- Parafia św. Michała Archanioła w Chalczu
  - Cerkiew św. Michała Archanioła w Chalczu
- Parafia Przemienienia Pańskiego w Czeczersku
  - Cerkiew Przemienienia Pańskiego w Czeczersku
- Parafia św. Mikołaja Cudotwórcy w Danielowiczach
  - Cerkiew św. Mikołaja Cudotwórcy w Danielowiczach
- Parafia Ikony Matki Bożej „Godne Jest” w Janowie
  - Cerkiew Ikony Matki Bożej „Godne Jest” w Janowie
- Parafia św. Mikołaja Cudotwórcy w Niegłębce
  - Cerkiew św. Mikołaja Cudotwórcy w Niegłębce
- Parafia św. Mikołaja Cudotwórcy w Polesiu
  - Cerkiew św. Mikołaja Cudotwórcy w Polesiu
- Parafia św. Mikołaja Cudotwórcy w Stołbunie
  - Cerkiew św. Mikołaja Cudotwórcy w Stołbunie
- Parafia Przemienienia Pańskiego we Wiatce
  - Cerkiew Przemienienia Pańskiego we Wiatce
- Parafia św. Mikołaja Cudotwórcy w Żelaźnikach
  - Cerkiew św. Mikołaja Cudotwórcy w Żelaźnikach

## Galeria

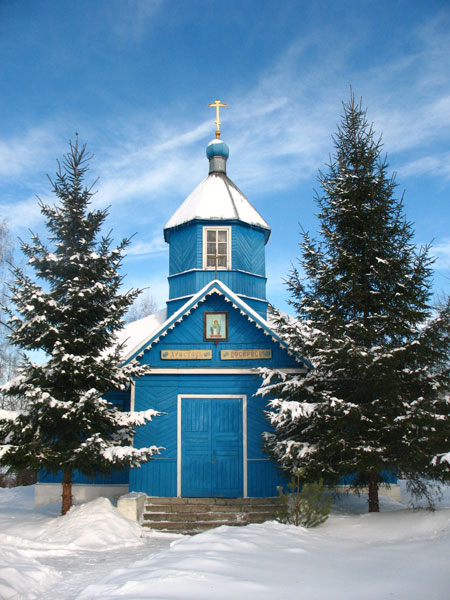
Cerkiew św. Michała Archanioła w Chalczu
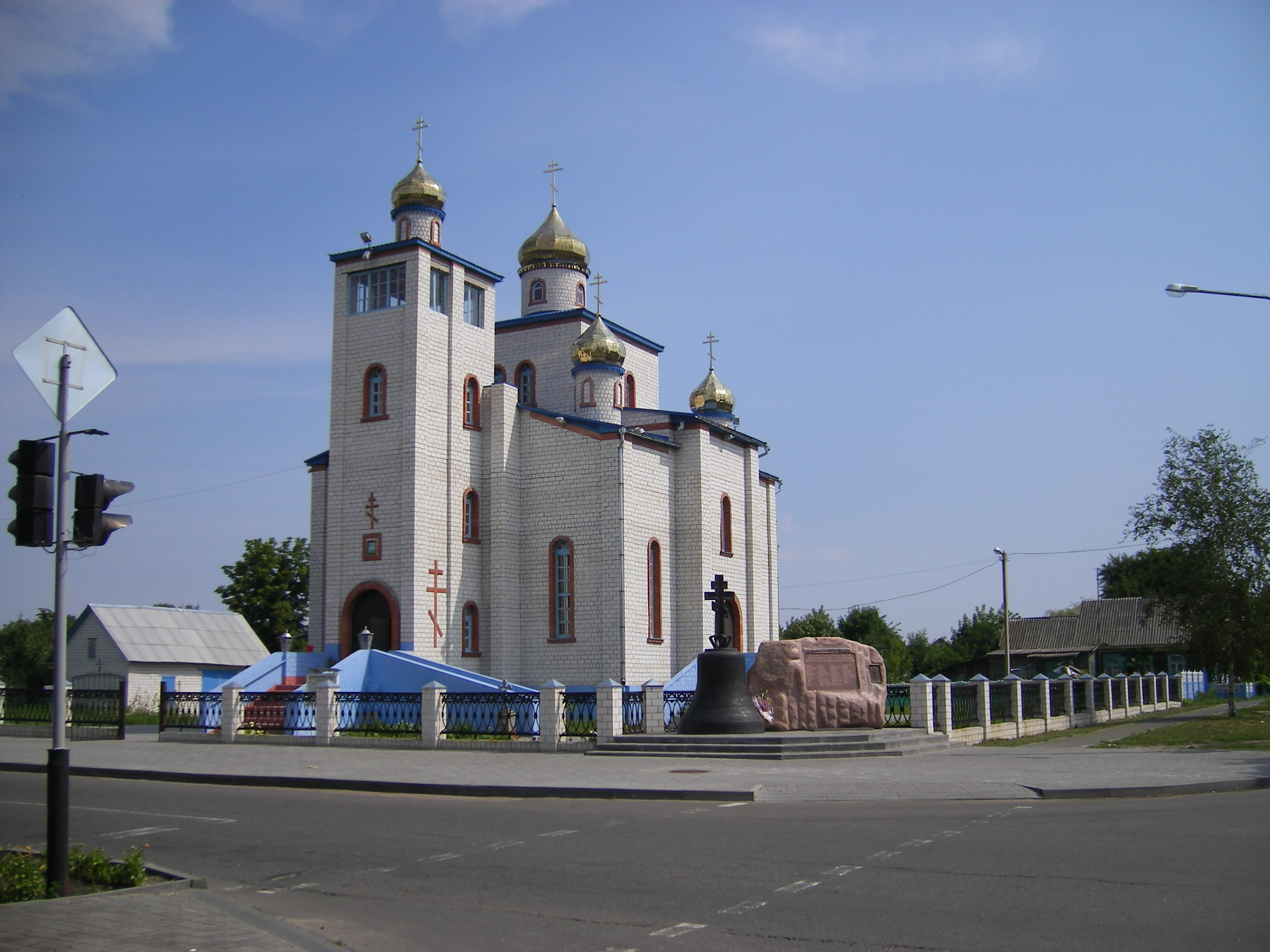
Cerkiew Przemienienia Pańskiego we Wiatce
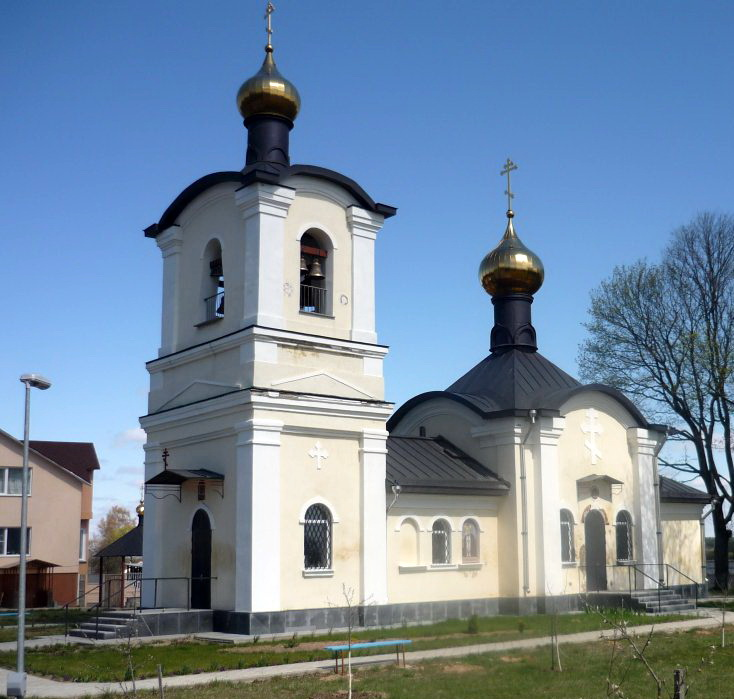
Cerkiew św. Mikołaja Cudotwórcy w Żelaźnikach